# Friedrich von Wrangel
Friedrich Ernst von Wrangel (1784 – 1877) var en preussisk officer, der 12 år gammel blev indrulleret i et preussisk dragonregiment. Som 14-årig udnævntes han til sekondløjtnant.
Han deltog i Napoleonskrigene sammen med bl.a. nordmændene Olaf Rye, Hans Helgesen og Schleppegrell. Senere kom de til at kæmpe mod hinanden, da Wrangel førte de tyske forbundstropper mod Danmark under Treårskrigen 1848-50.
Han udnævntes til generalfeltmarskal i 1856 og blev øverstbefalende for den preussisk-østrigske hær i krigen mod Danmark indtil februar 1864. Han var på det tidspunkt 80 år gammel.